# سلام فيلوكريتس
سلام فيلوكريتس هو اسم معاهدة السلام التي اُبرمت بين أثينا ومقدونيا تحت قيادة فيليب الثاني المقدوني في عام 346 قبل الميلاد. وفيلوكريتس هو اسم المفوض الرئيسي للمعاهدة في أثينا.

## خلفية عن المعاهدة
لقد قامت حرب كبيرة بين أثينا ومقدونيا بعد أن قام فيليب الثاني المقدوني بالاستيلاء على المستعمرات الأثينية بالبلدين بِدنا وبوتيديا في عام 356 قبل الميلاد. وبعد ذلك بفترة قصيرة، بدأت الحرب المقدسة الثالثة بعد الإستيلاء الفينيقي على معبد أبولو بدلفي. لقد تحالفت أثينا مع فوكيس ضد الدول الأخرى باتحاد الدول المجاورة.
في عام 354 أو 353 قبل ميلاد المسيح، طالبت ثيثالي من فيليب الثاني المقدوني أن يقوم بقيادتها وذلك بعد أن هزمتها فينيقيا، ولقد وافق فيليب على طلبها ساحبًا معه مقدونيا نحو الحرب المقدسة الثالثة.
وفي عام 352 قبل الميلاد، انتبه الاتحاد الخالكيذيكي -حليف فيليب السابق- (بقيادة أولينثوس) إلى قوة فيليب المتزايدة، فسعى إلى التحالف مع أثينا في انتهاك واضح لتحالفه مع فيليب. وقد كان رد فعل فيليب على هذا الانتهاك أن قام بمهاجمة خالكيذيكا في عام 349 قبل الميلاد، وفي عام 348 قبل الميلاد قام بتدمير الاتحاد الخالكيذيكي بالكامل ودمر أولينثوس خلال العملية.
وفي عام 348 قبل الميلاد، اقترح السياسي الأثيني المرموق فيلوكريتس عرض السلام على فيليب خلال الحرب الأولينثوسية. ومع ذلك لقد رفضت إكيلازيا (أثينا القديمة) هذا المقترح وقدمت فيلوكريتس للمحاكمة، وبمرور الوقت، تم تيرئته من التهم الموجهة له، ولكن كان قد فات الأوان على إنقاذ أولينثوس. بالتالي استمرت الحرب بين أثينا وفيليب خلال عام 347 قبل الميلاد كما استمرت الحرب المقدسة. في عام 347 قبل الميلاد أرسل فيليب سفن بحرية لمهاجمة مستعمرات أثينية على العديد من جزر بحر أيجه.
لم يقحم فيليب نفسه في الحرب المقدسة منذ انتصاره بمعركة كروكس عام 352 قبل الميلاد. وفي هذه الأثناء كان من الواضح أنه لابد من تدخل خارجي لإنهاء الحرب المقدسة. في عام 347 قبل الميلاد، طلبت ثيفا المساعدة من فيليب؛ فقام بإرسال قوة صغيرة لمساعدتهم. لقد كانت القوة كبيرة بما يكفي ليتحالف مع ثيفا، ولكن ليس بما يكفي لإنهاء الحرب، ولقد رغب في أن ينال شرف إنهاء الحرب بنفسه بالطريقة التي يختارها وعلى شروطه.
1. 1 2 3  Alexander the Great : a reader. Routledge. 2007. ISBN:0415291860. OCLC:254359609. مؤرشف من الأصل في 2019-12-08.
2. 1 2  The ambient century : from Mahler to trance : the evolution of sound in the electronic age. Bloomsbury. 2000. ISBN:1582341346. OCLC:45024433. مؤرشف من الأصل في 2019-12-08.
3. 1 2 3  George (27 أكتوبر 2011). Cyrene to Chaeronea. Oxford University Press. ص. 95–113. ISBN:9780199593286. مؤرشف من الأصل في 2020-03-29.